# Sangletchi
Le sangletchi (autonyme sangleči lavz, sangleči zəvūk langue de Sangletch) est une langue iranienne parlée en Afghanistan, aux sources de la rivière Vardoudj.

## Classification
Le sangletchi fait partie du sous-groupe des langues pamiriennes. Oranskij le considère comme un dialecte de l'ishkashimi.

## Phonologie
Les tableaux montrent la phonologie du sangletchi.

### Voyelles
|         | Antérieure   | Centrale     | Postérieure  |
| ------- | ------------ | ------------ | ------------ |
| Fermée  | i [i] ī [iː] |              | u [u] ū [uː] |
| Moyenne | e [e] ē [eː] | ə [ə]        | o [o] ō [oː] |
| Ouverte |              | a [a] ā [aː] |              |

### Consonnes
|               |                     | Bilabiales | Dentales | Alvéolaires | Alvéolaires | Alvéolaires | Dorsales | Dorsales | Glottales |
| ------------- | ------------------- | ---------- | -------- | ----------- | ----------- | ----------- | -------- | -------- | --------- |
| Centrales     | Latérales           | Bilabiales | Dentales | Palatales   | Vélaires    | Uvulaire    |          |          | Glottales |
| Occlusives    | Sourdes             | p [p]      |          | t [t]       |             |             | k [k]    | q [q]    |           |
| Occlusives    | Sonores             | b [b]      |          | d [d]       |             |             | g [g]    |          |           |
| Occlusives    | rétroflexes sourdes |            |          | ṭ [ʈ ]      |             |             |          |          |           |
| Occlusives    | rétroflexes sonores |            |          | ḍ [ɖ ]      |             |             |          |          |           |
| Affriquées    | Sourde              |            |          | c [t͡s]      |             | č [ t͡ʃ ]    |          |          |           |
| Affriquées    | Sonores             |            |          |             |             | j [ d͡ʒ]     |          |          |           |
| Fricatives    | sourdes             | f [f]      |          | s [s]       |             | š [ ʃ ]     | x [ x]   | χ [χ]    | h [h]     |
| Fricatives    | sonores             | v [v]      | ð [ð]    | z [z]       |             | ž [ ʒ]      | ɣ [ɣ]    | ʁ [ʁ]    |           |
| Fricatives    | rétroflexes sourdes |            |          |             |             | ś [ʂ]       |          |          |           |
| Fricatives    | rétroflexes sonores |            |          |             |             | ź [ʐ]       |          |          |           |
| Nasales       | Simple              | m [m]      |          | n [n]       |             |             |          |          |           |
| Nasales       | rétroflexes         |            |          | ɳ [ɳ]       |             |             |          |          |           |
| Liquides      | Simple              |            |          | r [r]       | l [l]       |             |          |          |           |
| Liquides      | rétroflexes         |            |          |             | ɭ [ɭ ]      |             |          |          |           |
| Semi-voyelles | Semi-voyelles       | w [w]      |          |             |             | y [ j]      |          |          |           |

## Sources
- (fr) Iosif M. Oranskij, 1977, Les langues iraniennes, traduit par Joyce Blau, Institut d'études iraniennes de l'Université de la Sorbonne Nouvelle, documents et ouvrages de référence 1, Paris, Librairie C. Klincksieck, 1977  (ISBN 2-252-01991-3)
- (ru)Ш.П. Юсуфбеков, 2000, Caнгличский язык, dans Языки мира. Иранские языки III. Восточноиранские языки, p. 186-196, Moscou, Indrik, 2000  (ISBN 5-85759-107-4)